# Amir Arison
Amir Arison (St. Louis (Missouri), 24 maart 1978) is een Amerikaanse acteur. Hij is vooral bekend van The Blacklist, waarin hij in 144 afleveringen het personage Aram Mojtabai speelt. Arison heeft ook in Law & Order: Special Victims Unit als Dr. Manning gespeeld. Zijn carrière als acteur begon in het theater. Daar speelde hij in Omnium Gatherum en Modern Orthodox. Arison is afgestudeerd in New York aan de Columbia-universiteit. Hij heeft een Israëlische achtergrond. In 2020 speelde Amir Arison ook in de commercial van Butterfingers.

## Filmografie

### Films
| Jaar | Serie                     | Rol                                 |
| ---- | ------------------------- | ----------------------------------- |
| 2007 | Day Zero                  | Lawyer                              |
| 2007 | The Visitor               | Mr. Shah                            |
| 2007 | Anamorph                  | Profiler                            |
| 2009 | I Hate Valentine's Day    | Bob                                 |
| 2009 | Today's Special           | Dr. Semaan                          |
| 2012 | Vamps                     | Derek                               |
| 2013 | Big Words                 | Eddie                               |
| 2014 | Une rencontre             | Almos, réceptionniste hôtel Londres |
| 2014 | A Merry Christmas Miracle | Farhad                              |
| 2015 | Jane Wants a Boyfriend    | Rob                                 |
| 2016 | Before the Sun Explodes   | Chip                                |
| 2017 | 20 weeks                  | Ronan                               |

### Televisieseries
| Jaar      | Serie                                      | Rol                             |
| --------- | ------------------------------------------ | ------------------------------- |
| 2004      | the Jury                                   | Tariq Ahmed                     |
| 2004      | Law & Order                                | Adil Salim                      |
| 2006      | Hope & Faith                               | Phil Hobart                     |
| 2007      | Traveler                                   | Gum-Chewing Tech                |
| 2005-2007 | Law & Order: Criminal Intent               | Tarek 'Rick' Agiza / Lt. Sanjay |
| 2008      | As the World Turns                         | FBI Agent / FBI Agent #2        |
| 2008      | Fringe                                     | Dr. Bruce Miller                |
| 2010      | NCIS: Naval Criminal Investigative Service | Prince Sayif Ibn Alwaan         |
| 2010      | Undercovers                                | Israeli Officer                 |
| 2011      | Medium                                     | Man in Blazer                   |
| 2005-2011 | Law & Order: Special Victims Unit          | Dr. Manning / Dr. Ghupta        |
| 2011      | State of Georgia                           | Trent Pierce                    |
| 2011      | Homeland                                   | Prince Farid Bin Abbud          |
| 2011      | American Horror Story                      | Joe Escandarian                 |
| 2012      | Gossip Girl                                | Officer Weiner                  |
| 2012      | True Justice                               | Abdul Hassan                    |
| 2012      | The Mentalist                              | Ryan Kasmir                     |
| 2013      | Marvin Marvin                              | Mr. Buttsniffer                 |
| 2013      | Dallas                                     | Varun Rasmussen                 |
| 2013      | Pair of Kings                              | King Kunu                       |
| 2013      | Major Crimes                               | David Ahmed                     |
| 2013      | Zero Hour                                  | Theo Riley                      |
| 2013      | See Dad Run                                | Pete                            |
| 2013      | Once Upon a Time in Wonderland             | The Sultan                      |
| 2012-2013 | H+                                         | Dr. Gurveer                     |
| 2014      | Girls                                      | Kevin Mimma                     |
| 2014      | Blue                                       | Leonard                         |
| 2019      | Billions                                   | Farhad                          |
| 2019      | Ramy                                       | Abelmalek                       |
| 2019      | Bull                                       | ADA Roy Wilson                  |
| 2013-2023 | The Blacklist                              | Aram Mojtabai                   |

- Bibliothèque nationale de France: cb16197406w (data)
- International Standard Name Identifier: 0000 0001 1456 1632
- Library of Congress Control Number: no2010074123
- Système universitaire de documentation: 236489321
- Virtual International Authority File: 120194736
- WorldCat: E39PBJvRTK8bhRqCBJVc8rjXBP